# تارا واندرویر
تارا واندرویر (انگلیسی: Tara VanDerveer؛ زادهٔ ۲۶ ژوئن ۱۹۵۳) بازیکن بسکتبال، و سرمربی (بسکتبال) اهل ایالات متحده آمریکا است.